# Pheidole isis
Pheidole isis är en myrart som beskrevs av Mann 1919. Pheidole isis ingår i släktet Pheidole och familjen myror.

## Underarter
Arten delas in i följande underarter:
- P. i. isis
- P. i. taki